# برا آر. بولکین
برا آر. بولکین (به انگلیسی: Bert R. Bulkin) فضانورد اهل کشور ایالات متحده آمریکا است که در ۲۰ ژوئیهٔ ۱۹۲۹ میلادی در بروکلین، نیویورک زاده شد. 